# Barranc de Sant Antoni
El barranc de Sant Antoni és un barranc del Baix Ebre, que desemboca a l'Ebre.

El barranc neix de la junta del barranc de Covalta, Caramella i Lloret.